# The Golden Web
The Golden Web is een Amerikaanse misdaadfilm uit 1926 onder regie van Walter Lang. De film is wellicht zoekgeraakt.

## Verhaal
Een moordenaar steelt de eigendomsakte van een mijn, die pas van eigenaar is gewisseld. Hij schuift de moord in de schoenen van de oude eigenaar. Zijn dochter en de nieuwe eigenaar werken samen om zijn naam te zuiveren.

## Rolverdeling
| Acteur           | Personage         |
| ---------------- | ----------------- |
| Lillian Rich     | Ruth Rowan        |
| Huntley Gordon   | Roland Deane      |
| Jay Hunt         | John Rowan        |
| Lawford Davidson | George Sisk       |
| Boris Karloff    | Dave Sinclair     |
| Nora Hayden      | Juffrouw Philbury |
| Syd Crossley     | Bediende          |
| Joe Moore        | Jongen op kantoor |